# Hans Rebel
Hans Rebel, född den 2 september 1861 i Hietzing, död den 19 maj 1940 i Wien var en österrikisk entomolog som var specialiserad på fjärilar.
Rebel tog över ansvaret för fjärilssamlingen vid Naturhistorisches Museum i Wien efter Alois Friedrich Rogenhofer 1897 och blev kvar på posten fram till 1932. Han blev chef för den zoologiska avdelningen 1923 och var chef för hela museet mellan 1925 och 1932.
Rebel publicerade över 300 publikationer om fjärilar. Han beskrev även de afrikanska fjärilar som samlats in av Rudolf Grauer.
Auktorsnamnet Rebel kan användas för Hans Rebel i samband med ett vetenskapligt namn inom zoologin; se Wikipedia-artiklar som länkar till auktorsnamnet.